# Banaadir
Banaadir (arab. بنادر) – jeden z osiemnastu regionów administracyjnych w Somalii, znajdujący się w południowo-wschodniej części kraju. Stolicą tego regionu jest miasto Mogadiszu.

## Geografia
Region Banaadir znajduje się w południowo-wschodniej części Somalii. Od strony wschodniej i południowej jego granicę wyznaczają wody Oceanu Indyjskiego, zaś od strony północnej graniczy z regionem Shabeellaha Dhexe, zaś od zachodniej z regionem Shabeellaha Hoose.
Stolica administracyjna regionu Banaadir jest jednocześnie stolicą kraju i mieści się w Mogadiszu, a sam region terytorialnie pokrywa się z terytorium całego miasta.
Współcześnie region Banaadir jest znacznie mniejszy niż region historyczny o tej samej nazwie, który to swoim terytorium obejmował większość środkowego i południowego wybrzeża kraju nad Oceanem Indyjskim, aż do rzeki Dżuba.
Region Banaadir jest najmniejszym regionem administracyjnym Somalii.

## Nazwa
Nazwa regionu "Banaadir" pochodzi z języka perskiego, od słowa bandar, które znaczy "port". Odnosi się ona do nadmorskiego położenia miasta Mogadiszu a także do mocnej pozycji tego regionu w czasach  średniowiecznych, które to było kluczowym centrum handlowym Imperium Perskiego.

## Dystrykty
Region Banaadir podzielony jest na siedemnaście następujących dystryktów, które są jednocześnie osiedlami miasta Mogadiszu:
- Abdiaziz
- Bondhere
- Daynile
- Dharkenley
- Hamar-Jajab
- Hamar-Weyne
- Hodan
- Howl-Wadag
- Huriwa
- Kadha
- Karan
- Shangani
- Shibis
- Waberi
- Wadajir
- Warta Nabada
- Yaqshid

Dystrykt Warta Nabada wcześniej znany był pod nazwą Dystrykt Wardhigley. Oficjalna zmiana nazwy miała miejsce w 2012 roku. Dystrykt Kadha został utworzony w 2013 roku, lecz nadal nie jest uwzględniany w wielu mapach regionu.

## Większe miasta
Miasta regionu Banaadir:
- Mogadiszu